# Beitske Visser
Beitske Visser (Dronten, 10 de março de 1995) é uma piloto profissional de automóveis neerlandesa.
Visser ganhou seu primeiro kart em seu aniversário de cinco anos. Ela fez carreira no karting internacional e ganhou vários prêmios em competições da Federação Internacional do Automóvel (FIA). A neerlandesa correu em diversas categorias de monoposto, entre elas Fórmula ADAC Masters, Fórmula Renault 3.5, GP3 Series, Formula V8 3.5 Series, 24 Horas de Le Mans, entre outras. Visser foi vice-campeã no Campeonato de W Series de 2019.
Visser foi integrante do programa de jovens pilotos da Red Bull, sendo a primeira mulher a participar do programa.